# De bibliothecis
Il De bibliothecis libri III, o più semplicemente De bibliothecis, è un'opera di Marco Terenzio Varrone, non pervenuta, appartenente al gruppo di studi storico-letterari e filologici dell'erudito reatino. 
L'opera, di cui rimangono pochi frammenti, descriveva alcuni aspetti storici della letteratura latina; era suddivisa in tre libri. Essa conteneva probabilmente sviluppi sulla produzione di volumina in papiro nonché sulla storia delle istituzioni bibliotecarie come appare evidente da un luogo della Storia Naturale di Plinio nel quale l'autore cita alcuni passaggi di Varrone, attribuibili al trattato. 
Sono stati compiuti tentativi, anche recenti, malgrado alcune critiche, di ricostruire le linee fondamentali del trattato grazie ai capitoli 6, 3; 6, 5 e 6, 9-14 delle Origines di Isidoro di Siviglia. Il vescovo spagnolo avrebbe potuto avere accesso a tali informazioni in maniera indiretta attraverso diverse possibili fonti, tra cui spiccano breviarii o perioche; è stata anche avanzata la possibilità che Isidoro potesse leggere tali informazioni nel perduto trattato di Svetonio, i Prata.  